# Соковнинка (станция)
Соковнинка — остановочный пункт Московской железной дороги на линии Арбузово-Льгов-1-Киевский. Расположена в одноименном поселке ж/д разъезда в Конышёвском районе Курской области.

## Движение поездов

### Пригородное сообщение
Пригородное сообщение осуществляется по направлениям:
- Арбузово-Льгов-Киевский
- Льгов-Киевский — Комаричи
- Орел-Льгов — Киевский